# Catephia abrostolica
Catephia abrostolica là một loài bướm đêm trong họ Erebidae.